# هندرسون (تگزاس)
هندرسون، تگزاس(به انگلیسی: Henderson, Texas) شهری در ایالت تگزاس از ایالات جنوبی ایالات متحده آمریکا است. در سرشماری سال ۲۰۰۰، جمعیت این شهر ۱۱۷۲۷ نفر اعلام شد.